# Île Diamant
Pour les articles homonymes, voir Diamant (homonymie).
L'île Diamant est un îlot inhabité situé dans le lagon au nord de Rodrigues, une dépendance de la république de Maurice dans l'océan Indien.